# Franziska Meyer
Franziska Meyer (* 2. Juni 1991) ist eine deutsche Mountainbikerin und Deutsche Meisterin in zwei Disziplinen.

## Werdegang
2014 gewann Meyer bei der Deutsche Hochschulmeisterschaft in Altenberg (Erzgebirge) die erstmals ausgetragene Disziplin Enduro. Im gleichen Jahr startete Meyer erstmals als Lizenz-Fahrerin im iXS German Downhill Cup und schloss die Serie siegreich ab. 2015 siegte Meyer bei den im deutschen Enduro-Meisterschaften in Altenau im Oberharz. 2016 gewann sie im brandenburgischen Eisenhüttenstadt erstmals den Titel im 4Cross. Infolgedessen wurde sie auch für die Weltmeisterschaften im italienischen Commezzadura in Val di Sole nominiert und gewann dort eine Silbermedaille. Die WM war Meyers zweiter Start in dem Rennformat, die DM der erste. 2017 konnte Meyer ihren DM-Titel in Gomaringen erfolgreich verteidigen.
Meyer wuchs in Hildesheim auf und ist Medizinstudentin an der Philipps-Universität Marburg. 2016 nahm sie sich für 18 Monate eine Auszeit vom Studium und lebte in dieser Zeit überwiegend als Rad-Guide in Puerto Naos auf La Palma.

## Auszeichnungen
Bei der Sportlerwahl 2015 der Hildesheimer Allgemeine Zeitung erreichte Franziska Meyer den zweiten Platz, im Jahr darauf den vierten Platz. Die Sparkasse Hildesheim Goslar Peine zeichnete Meyer mit dem Sport Award als Power Frau 2015 aus.